# MYBPC2
MYBPC2‏ (Myosin binding protein C, fast type) هوَ بروتين يُشَفر بواسطة جين MYBPC2 في الإنسان.